# Kathy McMillanová
Catherine „Kathy“ Laverne McMillanová (* 7. listopadu 1957, Raeford, Severní Karolína, USA) je bývalá americká skokanka do dálky.
Narodila se v Raefordu v Severní Karolíně. Startovala za Spojené státy americké na letních olympijských hrách 1976 v kanadském Montrealu, kde získala v 18 letech stříbrnou medaili. Navštěvovala Tennessee State University.